# Carmen de Patagones
Carmen de Patagones est la ville la plus australe de la province de Buenos Aires, en Argentine. La ville est le chef-lieu du partido de Patagones.

## Situation
Elle se trouve à 937 km de la ville de Buenos Aires, sur la rive nord du fleuve río Negro, face à la ville voisine de Viedma (capitale de la province de Río Negro, tout près de l'embouchure du fleuve dans l'Atlantique.
- Ses coordonnées sont 40° 47′ 59″ S, 62° 58′ 59″ O.
- Son altitude est de 15 mètres.
- Gentilé : maragata/o

## Population
Sa population était de 18 189 habitants en 2001, ce qui représentait une hausse de 6,5 % par rapport aux 17 075 personnes recensées en 1991. 

La ville de Carmen de Patagones forme une conurbation avec Viedma, appelée Viedma - Carmen de Patagones, qui dépassait les 65 000 habitants en 2001.

## Histoire
Le 7 mars 1827, pendant la guerre de Cisplatine, la ville est attaquée par la marine brésilienne qui subit une sévère déroute.
C'est en septembre 1865, que Georges Claraz naturaliste et explorateur suisse, entreprend l'exploration de la Patagonie du nord.
En 1870, le Salésien José Fagnano Vero participe activement à l'animation de la ville. Il y est conseiller municipal et maire. Il fonde la Société italienne d'aide mutuelle et en devient le président. Il fait construire l'église et créé le premier groupe de musique, important des instruments qui n'existaient pas dans la région. Il poursuit en même temps son œuvre de missionnaires. Une rue de la ville porte son nom.

## Tourisme
La ville se trouve être en conurbation avec celle de Viedma, et ce pratiquement depuis l'origine, motif pour lequel tout ce qui concerne le tourisme dans cet article vaut aussi pour la ville de Viedma et vice-versa. Cependant Carmen de Patagones garde certains éléments architecturaux et historiques qui lui sont particuliers, spécialement les restes de l'antique fort colonial espagnol (actuellement restent la tour principale et une partie du système de tunnels), l'ancienne église mère, les "cuevas de los maragatos" ou "grottes des maragatos", colons espagnols venu du nord de la province de León en Espagne. Ces grottes furent utilisées comme habitations provisoires à la fondation de la ville. Il y a encore l'ancienne municipalité et la vieille gare ferroviaire.
Le pont ferroviaire qui unit depuis le début du XXe siècle Carmen de Patagones avec sa voisine Viedma est aussi fort intéressant. Il fut construit par l'État argentin, pour le chemin de fer à écartement large des rails du général Roca. Longtemps il fut le pont mobile le plus long du monde, et a la caractéristique de pouvoir mettre les voies ferrées en position verticale.
Le río Negro est large et profond dans cette partie de son cours (il roule plus de 1 000 mètres cubes par seconde en moyenne et parfois bien plus), ce qui rend possible des activités nautiques et la navigation régulière avec des bateaux à fort tirant d'eau. De plus, sur la côte de la mer Argentine se trouvent des plages très attrayantes caractérisées par leurs eaux assez chaudes (malgré la latitude) et ornées naturellement par des récifs, des grottes et des îlots ou nichent des oiseaux de mer et des lions marins, ainsi que des éléphants de mer.
Carmen de Patagones possède un aéroport (code AITA : CPG).

## Sports
- Football : principaux clubs : Deportivo Patagones et Club Jorge Newbery.
- Basket : principaux clubs : Deportivo Patagones, Club Jorge Newbery et Club Atlético Atenas.